# Saint-Hilaire-de-Brens
Saint-Hilaire-de-Brens est une commune française située dans le département de l'Isère, en région Auvergne-Rhône-Alpes.
Positonné sur la bordure des Terres froides septentrionales, la commune est adhérente à la communauté de communes Les Balcons du Dauphiné et ses habitants sont dénommés localement les Santaleros (nom qui se prononce « santalérosse ») ou plus communément les Saint-Hilairois.

## Géographie

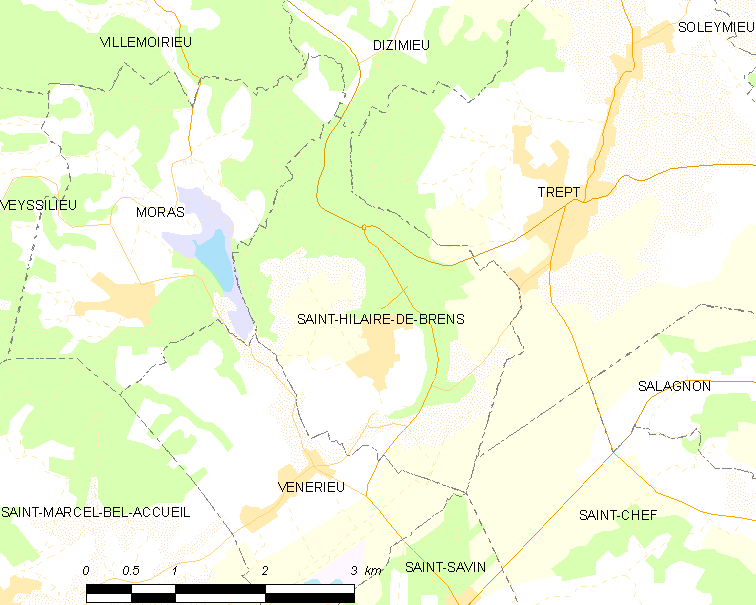
Plan de la commune et des communes limitrophes

### Situation et description
Située dans la moitié septentrionale du département de l'Isère et à l'est de l'agglomération lyonnaise, la commune se positionne dans la partie méridionale du plateau de l'Isle-Crémieu, une région naturelle de France.

### Géologie et relief
La commune de Saint-Savin est située en bordure sud-orientale de la région naturelle de L'Isle-Crémieu, en limite des Terres froides septentrionales.

### Hydrographie
Le territoire communal est bordé dans sa partie orientale par l'étang de Moras.

### Climat
Pour des articles plus généraux, voir Climat d'Auvergne-Rhône-Alpes et Climat de l'Isère.
En 2010, le climat de la commune est de type climat océanique altéré, selon une étude du Centre national de la recherche scientifique s'appuyant sur une série de données couvrant la période 1971-2000. En 2020, Météo-France publie une typologie des climats de la France métropolitaine dans laquelle la commune est exposée à un climat de montagne ou de marges de montagne et est dans une zone de transition entre les régions climatiques « Moyenne vallée du Rhône » et « Alpes du nord ». 
Pour la période 1971-2000, la température annuelle moyenne est de 11,7 °C, avec une amplitude thermique annuelle de 18,1 °C. Le cumul annuel moyen de précipitations est de 1 088 mm, avec 10,1 jours de précipitations en janvier et 7 jours en juillet. Pour la période 1991-2020, la température moyenne annuelle observée sur la station météorologique de Météo-France la plus proche, « Bourgoin », sur la commune de Bourgoin-Jallieu à 9 km à vol d'oiseau, est de 12,4 °C et le cumul annuel moyen de précipitations est de 844,0 mm,. Pour l'avenir, les paramètres climatiques de la commune estimés pour 2050 selon différents scénarios d'émission de gaz à effet de serre sont consultables sur un site dédié publié par Météo-France en novembre 2022.

### Voies de communication

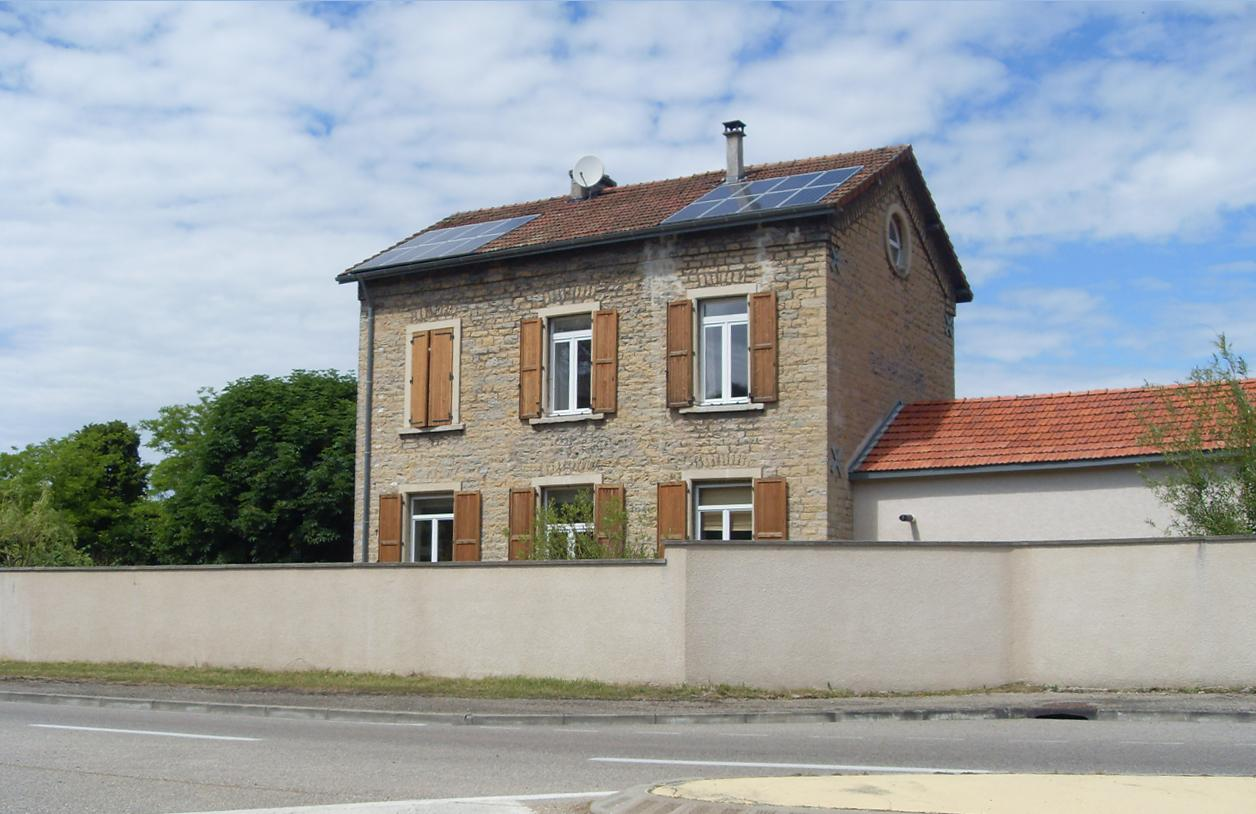
Ancienne gare de Saint-Hilaire-de-Brens.

Le territoire communal est traversé par l'ancienne route nationale 517, reclassée en route départementale RD 517 et qui relie Lyon par Villeurbanne à Morestel.

### Transports publics
Le bourg était autrefois desservi par le chemin de fer de l'Est de Lyon, ligne de chemin de fer secondaire, qui débutait à la gare de Lyon-Est et s'achevait  à la gare d'Aoste - Saint-Genix. Le service voyageur cesse définitivement en 1947.

## Urbanisme

### Typologie
Au 1er janvier 2024, Saint-Hilaire-de-Brens est catégorisée commune rurale à habitat dispersé, selon la nouvelle grille communale de densité à sept niveaux définie par l'Insee en 2022.
Elle est située hors unité urbaine. Par ailleurs la commune fait partie de l'aire d'attraction de Lyon, dont elle est une commune de la couronne,. Cette aire, qui regroupe 397 communes, est catégorisée dans les aires de 700 000 habitants ou plus (hors Paris),.

### Occupation des sols
L'occupation des sols de la commune, telle qu'elle ressort de la base de données européenne d’occupation biophysique des sols Corine Land Cover (CLC), est marquée par l'importance des territoires agricoles (95,3 % en 2018), en augmentation par rapport à 1990 (57 %). La répartition détaillée en 2018 est la suivante : 
terres arables (65 %), zones agricoles hétérogènes (30,4 %), zones urbanisées (4,7 %). L'évolution de l’occupation des sols de la commune et de ses infrastructures peut être observée sur les différentes représentations cartographiques du territoire : la carte de Cassini (XVIIIe siècle), la carte d'état-major (1820-1866) et les cartes ou photos aériennes de l'IGN pour la période actuelle (1950 à aujourd'hui).

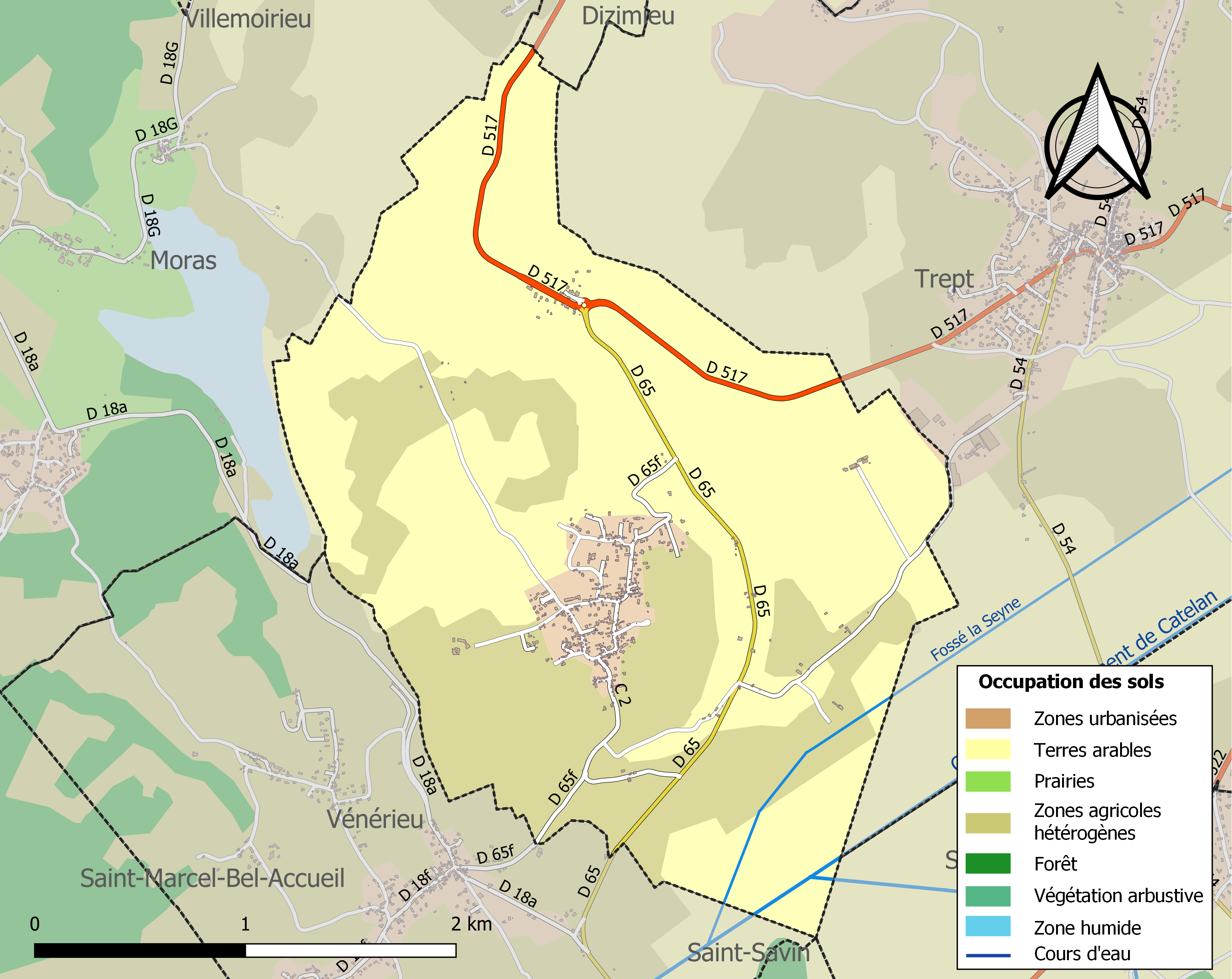
Carte des infrastructures et de l'occupation des sols de la commune en 2018 (CLC).

### Risques naturels et technologiques majeurs

#### Risques sismiques
L'ensemble du territoire de la commune de Saint-Hilaire-de-Brens est situé en zone de sismicité n°3 (sur une échelle de 1 à 5), comme l'ensemble des communes du géographique du Nord-Isère.
| Type de zone | Niveau            | Définitions (bâtiment à risque normal) |
| ------------ | ----------------- | -------------------------------------- |
| Zone 3       | Sismicité modérée | accélération = 1,1 m/s2                |

## Toponymie
Selon André Planck, auteur d'un livre sur la toponymie des communes de l'Isère, le nom Saint-Hilaire-de-Brens a une double signification correspondant à ces deux noms associés :
- Saint-Hilaire doit son nom à Hilaire de Poitiers, premier évêque de Poitiers réellement attesté, né vers 315 et mort en 367.
- Brens est dérivé du mot gaulois brenno signifiant « liquide » ou « boueux », lié au fait que la région est marécageuse et parsemée de plans d'eau

## Histoire

### Antiquité et Moyen Âge
La contrée située en diverses collines, était autrefois de vastes forêts et marécages, traversés par le Rhône dans les marais actuels.
Vers le XIIe siècle se construit le château de Montplaisant. Ses habitants furent logés autour du château dans le quartier du cœur, il existe encore des vestiges de leurs habitations. Le château s'appelait alors la maison forte de Brens, sa chapelle est classée monument historique.
Une autre chapelle attenante à l'église actuelle, la chapelle Saint-Benoît, fut construite en 1478-1479 par un tailleur de pierre, M. Pierre de Joya. En face se bâtit un autre bâtiment dont il reste encore le donjon, le couvent Saint-Benoît.

### Révolution française
Sous la Révolution, la commune prend le nom de Mont Belair.

### Époque contemporaine
Les habitants de Saint-Hilaire-de-Brens travaillaient la terre, mais à partir de 1857 Fortuné Giraud développa des fours à chaux dans le village. Cette chaux permit de bâtir de nombreuses maisons, trottoirs et ponts à Lyon jusqu'en 1914. Elle fut transportée, au début, par des chevaux et voitures puis par le Chemin de fer de l'Est de Lyon. La carrière Giraud (Jacques Giraud) produisait de la castine (pierre à chaux), soit un train par semaine fin des années 1950, soit un tracteur diesel pour quatre à cinq tombereaux. La carrière était desservie par un embranchement relié au tronçon St-Hilaire-Jallieu côté est de la route et les fours côté ouest par une voie métrique provenant de Vénérieu.
À la fin de la Seconde Guerre mondiale, en 1947, Pierre Émile Marquet fonde la société Chaux et ciments de Saint-Hilaire avec usine et carrière à Saint-Hilaire. En 1970, une nouvelle carrière est nécessaire : ce sera "La gagne" à Trept, sur la colline voisine. Le groupe deviendra ensuite SAINT HILAIRE dont le siège est maintenant à Flosailles. L'usine ECL suivra en 1990. La fabrication de chaux est traditionnelle sur le massif comme en témoignent les vestiges, tant à Saint-Hilaire qu'à Vénérieu ou plus loin à Frontonas ou les cimenteries plus tard (CFEL).
La gare de Saint-Hilaire était placée sur la ligne du train de l'Est qui desservait les usines, carrières et cimenteries de la région jusqu'au bord du Rhône après avoir cessé le trafic passager en 1942. Le tronçon Saint-Hilaire- Jallieu a fermé au trafic passager en 1931, Vénérieu-Jallieu a fermé en 1943 et Saint Hilaire- Vénérieu a fermé le 28 février 1961 pour être déclassé le 3 juillet 1961. La ligne de chemin de fer a vu passer jusque quatre trains mixtes et un train de marchandises par jour.

## Politique et administration

### Liste des maires
| Période                                  | Période  | Identité        | Étiquette | Qualité         |
| ---------------------------------------- | -------- | --------------- | --------- | --------------- |
| mars 2001                                | 2014     | Hélène Poulain  | -         | -               |
| mars 2014                                | En cours | Laurent Guillet | SE        | Cadre supérieur |
| Les données manquantes sont à compléter. |          |                 |           |                 |

### Jumelages
La ville est jumelée avec :
- Cornalba (Italie) depuis 1998[18]

## Population et société

### Démographie
L'évolution du nombre d'habitants est connue à travers les recensements de la population effectués dans la commune depuis 1793. Pour les communes de moins de 10 000 habitants, une enquête de recensement portant sur toute la population est réalisée tous les cinq ans, les populations de référence des années intermédiaires étant quant à elles estimées par interpolation ou extrapolation. Pour la commune, le premier recensement exhaustif entrant dans le cadre du nouveau dispositif a été réalisé en 2005.

En 2022, la commune comptait 605 habitants, en évolution de −3,04 % par rapport à 2016 (Isère : +3,07 %, France hors Mayotte : +2,11 %).
| 1793 | 1800 | 1806 | 1821 | 1831 | 1836 | 1841 | 1846 | 1851 |
| ---- | ---- | ---- | ---- | ---- | ---- | ---- | ---- | ---- |
| 256  | 333  | 306  | 288  | 362  | 384  | 383  | 436  | 468  |

| 1856 | 1861 | 1866 | 1872 | 1876 | 1881 | 1886 | 1891 | 1896 |
| ---- | ---- | ---- | ---- | ---- | ---- | ---- | ---- | ---- |
| 490  | 460  | 411  | 397  | 413  | 405  | 454  | 426  | 422  |

| 1901 | 1906 | 1911 | 1921 | 1926 | 1931 | 1936 | 1946 | 1954 |
| ---- | ---- | ---- | ---- | ---- | ---- | ---- | ---- | ---- |
| 453  | 440  | 450  | 376  | 408  | 383  | 325  | 316  | 301  |

| 1962 | 1968 | 1975 | 1982 | 1990 | 1999 | 2005 | 2006 | 2010 |
| ---- | ---- | ---- | ---- | ---- | ---- | ---- | ---- | ---- |
| 319  | 300  | 280  | 321  | 392  | 413  | 487  | 495  | 516  |

| 2015 | 2020 | 2022 | - | - | - | - | - | - |
| ---- | ---- | ---- | - | - | - | - | - | - |
| 608  | 604  | 605  | - | - | - | - | - | - |

### Enseignement
La commune est rattachée à l'académie de Grenoble.

### Médias
Historiquement, le quotidien à grand tirage Le Dauphiné libéré consacre, chaque jour, y compris le dimanche, dans son édition du Nord-Isère, un ou plusieurs articles à l'actualité du canton, de la communauté de communes, ainsi que des informations sur les éventuelles manifestations locales, les travaux routiers, et autres événements divers à caractère local.

### Cultes
La communauté catholique de Saint-Hilaire-de-Brens dépend de la paroisse Saint-François d'Assise qui recouvre vingt communes et vingt-trois églises. La paroisse est organisée en sept relais, celle de Saint-Hilaire-de-Brens porte le nom de relais des Trois collines.

## Culture locale et patrimoine

### Lieux et monuments

#### Lechâteau de Montplaisant
L'édifice date du XIVe siècle, remanié aux XVe et XVIe siècles, fait l'objet d'un classement et d'une inscription partielle au titre des monuments historiques par arrêté du 23 février 1977 : la chapelle, y compris les peintures murales, est classée, tandis que les façades et les toitures du château sont inscrites,. Propriété de l'état sous bail fermier jusqu'en 2010, il a été cédé à un particulier.

#### Les autres monuments
- L'église paroissiale Saint-Hilaire, du XIVe siècle, conserve un ciboire et certaines verrières qui sont intégrées dans la Base Palissy[26],[27],[28],[29].
- La « Pierre Femme », sur les hauteurs de St Didier, marque la limite avec Vénérieu, bloc erratique d'environ 4 mètres de haut[30].
- Le monument aux morts communal, se présentant sous la forme d'un obélisque sur socle avec une couronne mortuaire et une palme. Il évoque essentiellement les victimes de la Première guerre mondiale[31].

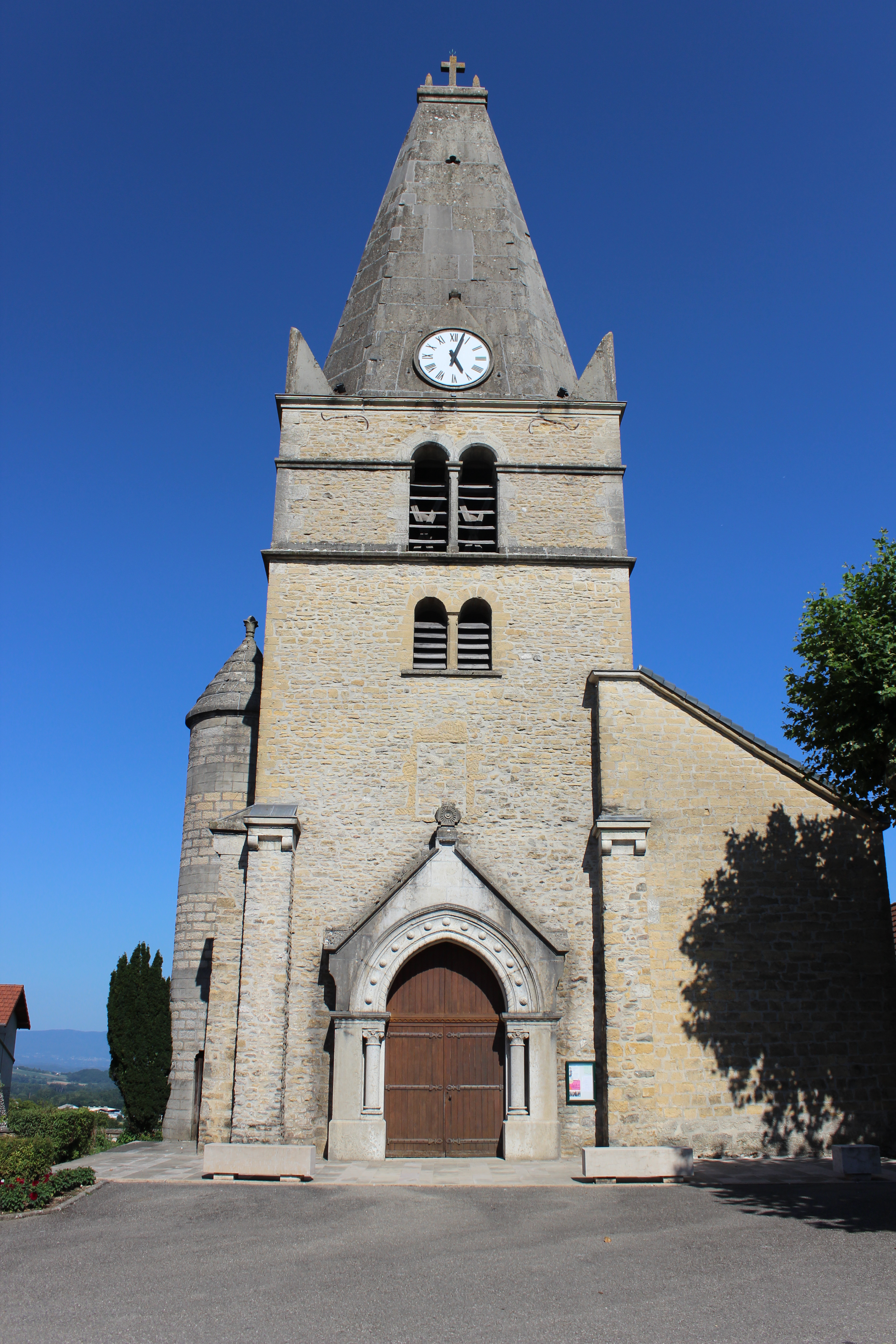
L'église Saint-Hilaire.
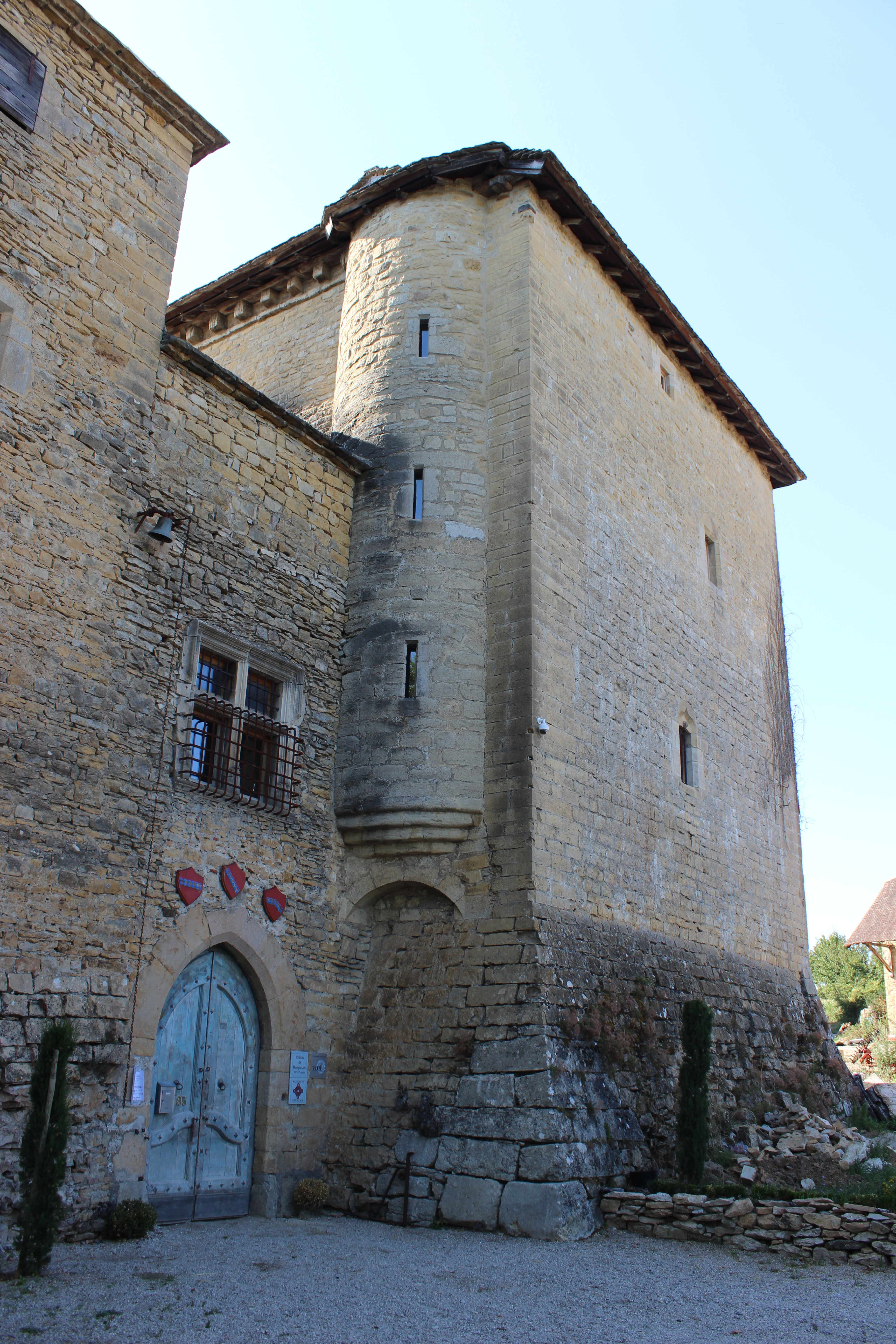
Le château de Montplaisant.
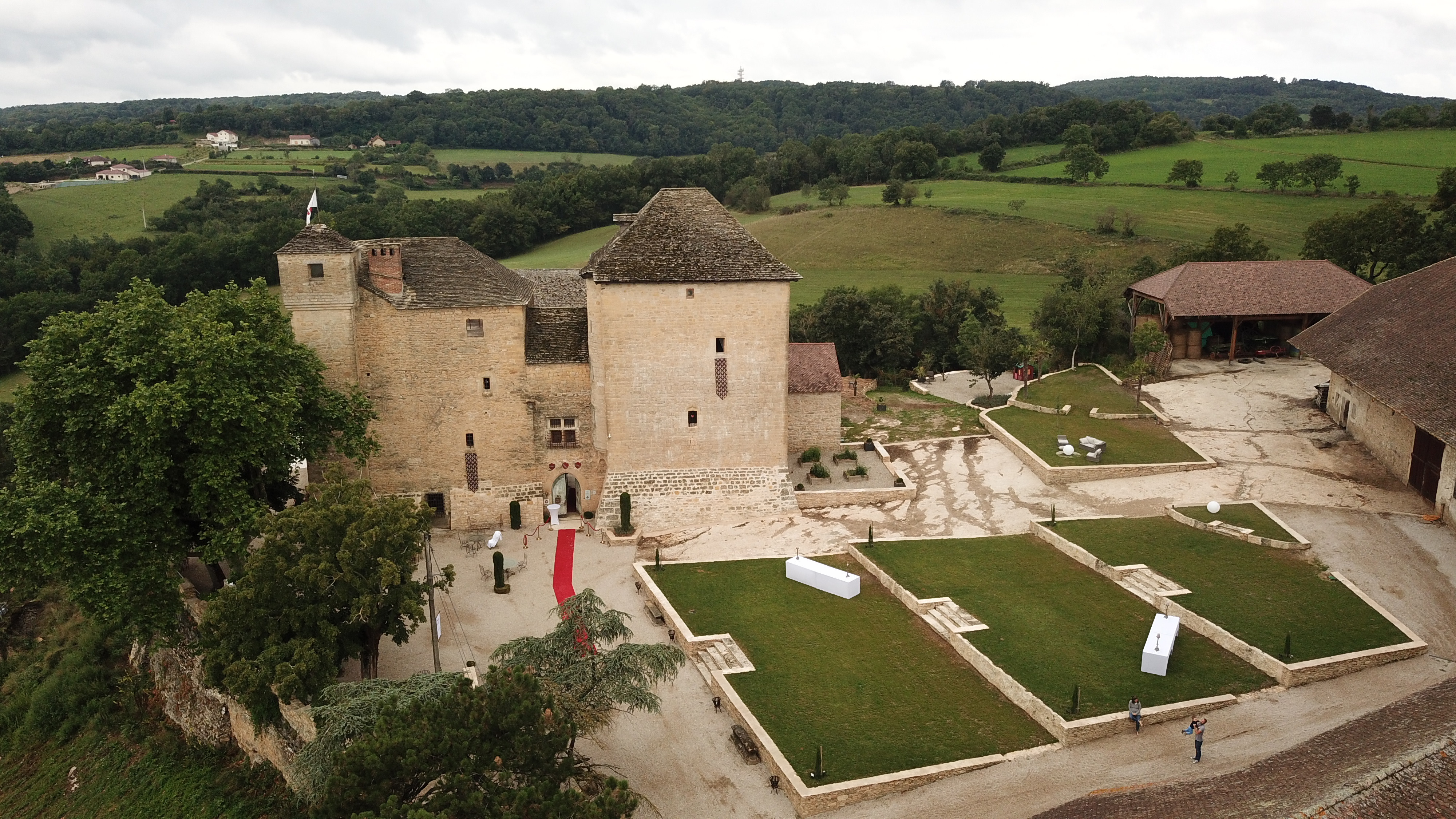
Le château de Montplaisant.

### Patrimoine naturel
Un projet de voie verte, la ligne verte Cremieu-Arandon est en voie de réalisation sur l'ancienne plateforme pour rejoindre la Via Rhona. Les travaux de débroussaillement ont débuté en 2016 et devaient être achevés en 2018. Elle devrait être accessible à toutes les circulations douces.
La zone naturelle d'intérêt écologique, faunistique et floristique (ZNIEFF) du « lac et prairies sèches de Moras », d'une superficie de presque 70 hectares, s'étend sur le territoire de la commune et de deux communes voisines, Moras et Veyssilieu. L’étang, en raison de sa superficie, joue un rôle majeur pour l'accueil des oiseaux aquatiques, en particulier lors des migrations et de l'hivernage. La cistude d'Europe est présente, et se reproduit probablement dans les prairies sèches qui bordent l'étang.

### Personnalités liées à la commune
Sont inhumés dans le cimetière de la commune :
- Jean Bouise, (1929-1989), acteur français
- Isabelle Sadoyan, (1928-2017), comédienne française, femme de Jean Bouise

### Héraldique
| Blason de Saint-Hilaire-de-Brens | Blason  | De gueules à la bande losangée d'or et d'azur. |
| Blason de Saint-Hilaire-de-Brens | Détails | Adopté par la municipalité.                    |